# 北の風と太陽と
「北の風と太陽と」（きたのかぜとたいようと）は、NHKの音楽番組『みんなのうた』で、2012年12月 - 2013年1月に放送された楽曲。作詞：山田由香、作曲：構康憲、編曲：高野康弘、歌：構康憲。